# Методы экологического мониторинга
В зависимости от точности результатов, которые необходимо получить при проведении мониторинга по тому или иному компоненту, явлению, процессу, от среды, в которой проходят исследования, доступных финансовых и других средств, используют различные методы мониторинга.

## Дистанционные методы
Как известно, первые автоматические системы слежения за параметрами внешней среды были созданы в военных и космических программах. В 1950-е гг. в системе ПВО США уже использовали семь эшелонов плавающих в Тихом океане автоматических буев, но самая впечатляющая автоматическая система по контролю качества окружающей среды была, несомненно, реализована в «Луноходе». Одним из основных источников данных для экологического мониторинга являются материалы дистанционного зондирования (ДЗ). Они объединяют все типы данных, получаемых с носителей:
- пилотируемые (космические орбитальные станции, корабли многоразового использования, автономные спутниковые съемочные системы и т. п.);
- авиационного базирования (самолёты, вертолеты и микроавиационные радиоуправляемые аппараты) и составляют значительную часть дистанционных данных (remotely sensed data) как антонима контактных (прежде всего наземных) видов съемок, способов получения данных измерительными системами в условиях физического контакта с объектом съемки;
- к неконтактным (дистанционным) методам съемки, помимо аэрокосмических, относятся разнообразные методы морского (на водного) и наземного базирования, включая, например, фототеодолитную съемку,  электромагниторазведку и иные методы геофизического зондирования недр, гидроакустические съемки рельефа морского дна с помощью гидролокаторов бокового обзора, иные способы, основанные на регистрации собственного или отраженного сигнала волновой природы.

### Аэрокосмические снимки
Аэрокосмические (дистанционные) методы экологического мониторинга включают систему наблюдения при помощи самолётных, аэростатных средств, спутников и спутниковых систем, а также систему обработки данных дистанционного зондирования.
Для космического экологического мониторинга целесообразно ориентироваться прежде всего на полярно-орбитальные метеорологические спутники, как на отечественные аппараты (спутники типа «Метеор», «Океан» и «Ресурс»), так и на американские спутники серий NOAA, Landsat и SPOT. Остановимся на кратких характеристиках указанных спутников .
Американские метеорологические спутники серии NOAA снабженыПР многозональной оптической и ИК аппаратурой, а именно радиометром высокого разрешения AVHRR (Advanced Very High Resolution Radiometer). Космические аппараты NOAA запускаются на полярные орбиты высотой порядка 700 км над поверхностью Земли с наклонением 98,89 градусов. Радиометр высокого разрешения ведет съемки поверхности Земли в пяти спектральных диапазонах. Космические съемки проводятся с пространственным разрешением 1100 м и обеспечивают полосу обзора шириной 2700 км.
Российские спутники серии «Ресурс» принадлежат Федеральной службе России по гидрометеорологии и мониторингу природной среды (Росгидромет). Они обеспечивают получение многозональной космической информации высокого и среднего разрешения с помощью двух сканеров видимого и ближнего инфракрасного диапазонов.
Космическая гидрометеорологическая система «Метеор», также принадлежащая Росгидромету, обеспечивает глобальный экологический мониторинг территории России. Параметры орбиты спутника «Метеор»: приполярная круговая орбита высотой около 1200 км. Комплекс научной аппаратуры позволяет оперативно 2 раза в сутки получать изображения облачности и подстилающей поверхности в видимом и инфракрасном диапазонах, данные о температуре и влажности воздуха, температуре морской поверхности и облаков. Осуществляются также мониторинг озоносферы и геофизический мониторинг. В состав бортового комплекса спутника входят несколько сканирующих ИК-радиометров и сканирующая ТВ-аппаратура с системой запоминания данных на борту для глобального обзора и передачи данных на АППИ.
Российская космическая система «Океан» обеспечивает получение радиолокационных, микроволновых и оптических изображений земной поверхности в интересах морского судоходства, рыболовства и освоения шельфовых зон Мирового океана. Одной из основных задач спутника является освещение ледовой обстановки в Арктике и Антарктике, обеспечение проводки судов в сложных ледовых условиях. Параметры орбиты спутника: приполярная круговая орбита высотой 600—650 км. Поток информации в условиях облачности и в любое время суток обеспечивается радиолокатором РЛС БО и системой сбора информации от автономных морских и ледовых станций «Кондор». В состав комплекса
бортовой аппаратуры спутника «Океан-01» входят СВЧ-радиометры Р-600 и Р-255, сканирующий СВЧ-радиометр Дельта-2, трассовый поляризационный спектрорадиометр «Трассёр», а также комплекс оптической сканирующей аппаратуры.
Спутниковые данные дистанционного зондирования позволяют решать следующие задачи контроля состояния окружающей среды:
1. Определение метеорологических характеристик: вертикальные профили температуры, интегральные характеристики влажности, характер облачности и т. д.);
2. Контроль динамики атмосферных фронтов, ураганов, получение карт крупных стихийных бедствий;
3. Определение температуры подстилающей поверхности, оперативный контроль и классификация загрязнений почвы и водной поверхности;
4. Обнаружения крупных или постоянных выбросов промышленных предприятий;
5. Контроль техногенного влияния на состояние лесопарковых зон;
6. Обнаружение крупных пожаров и выделение пожароопасных зон в лесах;
7. Выявление тепловых аномалий и тепловых выбросов крупных производств и ТЭЦ в мегаполисах;
8. Регистрация дымных шлейфов от труб;
9. Мониторинг и прогноз сезонных паводков и разливов рек;
10. Обнаружение и оценка масштабов зон крупных наводнений;
11. Контроль динамики снежных покровов и загрязнений снежного покрова в зонах влияния промышленных предприятий.

Основной полезный груз спутника — панхроматическая оптико-электронная система, позволяющая получать изображения с пространственным разрешением 1 м. Спутник может производить высокодетальную съемку одного и того же участка местности каждые три дня, получать несколько снимков одного и того же сюжета на одном витке. Приведём ряд распределения спектральных каналов и области применения этих каналов:
 1 канал (голубой):
- наиболее чувствителен к атмосферным газам, и, следовательно, изображение может быть малоконтрастным;
- имеет наибольшую водопроницаемость (длинные волны больше поглощаются), то есть оптимален для выявления подводной растительности, факелов выбросов, мутности воды и водных осадков;
- полезен для выявления дымовых факелов (так как короткие волны легче рассеиваются маленькими частицами);
- хорошо отличает облака от снега и горных пород, а также голые почвы от участков с растительностью.

 2 канал (зелёный):
- чувствителен к различиям в мутности воды, осадочным шлейфам и факелам выбросов;
- охватывает пик отражательной способности поверхностей листьев, может быть полезен для различения обширных классов растительности;
- также полезен для выявления подводной растительности.

3 канал (красный):
- чувствителен в зоне сильного поглощения хлорофилла, то есть хорошо распознает почвы и растительность;
- чувствителен в зоне высокой отражательной способности для большинства почв;
- полезен для оконтуривания снежного покрова.

4 канал (ближний инфракрасный):
- различает растительное многообразие;
- может быть использован для оконтуривания водных объектов и разделения сухих и влажных почв, так как вода сильно поглощает ближние инфракрасные волны.

5 канал (средний или коротковолновый инфракрасный):
- чувствителен к изменению содержания воды в тканях листьев (набухаемости);
- чувствителен к варьированию влаги в растительности и почвах (отражательная способность уменьшается при возрастании содержания воды);
- полезен для определения энергии растений и отделения суккулентов от древесной растительности;
- особенно чувствителен к наличию/отсутствию трехвалентного железа в горных породах (отражательная способность возрастает при увеличении количества трехвалентного железа);
- отличает лед и снег (светлый тон) от облаков (темный тон).

6 канал (длинноволновый инфракрасный или тепловой):
- датчики предназначены для измерения температуры излучающей поверхности от −100оС до 150оС;
- подходит для дневного и ночного использования;
- применение тепловой съемки: анализ влажности почв, типов горных пород, выявление теплового загрязнения воды, бытового скопления тепла, источников городского производства тепла, инвентаризация живой природы, выявление геотермальных зон.

7 канал (средний, или коротковолновый инфракрасный):
- совпадает с полосой поглощения излучения гидроминералами (глинистые сланцы, некоторые оксиды и сульфаты), благодаря чему они выглядят темными;
- полезен для литологической съемки;
- как и 5-й канал, чувствителен к варьированию влаги в растительности и почвах.

8 канал (панхроматический — 4,3,2):
- наиболее типичная комбинация каналов, используемая в дистанционном зондировании для анализа растительности, зерновых культур, землепользования и водно-болотных угодий (wetlands).

### Компьютерные методы обработки спутниковых данных
Целью обработки данных дистанционного зондирования (ДЗ) является получение снимков или изображений с требуемыми радиометрическими и геометрическими характеристиками. Рассмотрим основные этапы обработки данных. В общем случае обработка данных дистанционного зондирования включает три этапа:
1. предварительная обработка — прием спутниковых данных, запись их на магнитный носитель, декодировка и корректировка, преобразование данных непосредственно в изображение или космический снимок или в форматы, удобные для последующих видов обработки;
2. первичная обработка — исправление искажений, вызванных нестабильностью работы космического аппарата и датчика, а также географическая привязка изображения с наложением на него сетки координат, изменение масштаба изображения и представление изображения в необходимой географической проекции (геокодирование);
3. вторичная (тематическая) обработка — цифровой анализ с применением статистических методов обработки, визуальное дешифрирование и интерпретация в интерактивном или полностью автоматизированном режиме.

Первый и второй этапы обработки в настоящее время могут быть выполнены на борту космического
аппарата.
Многозональная съемка ведется многие годы, и исследователи накопили большой объём эмпирических данных. Уже хорошо известно, какие соотношения яркости в различных зонах спектра соответствуют растительности, обнаженной почве, водным поверхностям, урбанизированным территориям и другим распространенным типам ландшафта, существуют библиотеки спектров различных природных образований. Выразив эти соотношения в виде линейных комбинаций различных зон, можно получать так называемые индексы. Так как многие современные системы дистанционного зондирования Земли осуществляют съемку в видимой красной и ближней инфракрасной частях спектра, то распространенным методом является вычисление нормализованного вегетационного индекса (NDVI). Нормализованный вегетационный индекс показывает наличие и состояние растительности по соотношению отраженных энергий в 2 спектральных каналах. Вычисляется по следующей формуле: NDVI=NIR-RED/NIR+RED, где NIR — отражение в ближней инфракрасной области спектра; RED — отражение в красной области спектра. Эта зависимость основана на различных спектральных свойствах хлорофилла в видимом и ближнем ИК диапазонах.
Вегетационные индексы можно рассматривать как промежуточный этап при переходе от эмпирических показателей к реальным физическим свойствам растительного покрова.
Часто вычисляют универсальные и территориально-привязанные индексы: LAI — индекс листовой поверхности или FPAR — индекс фотосинтетической активной радиации, поглощаемый растительностью и пр. Индекс LAI можно измерить в натурных условиях. В настоящее время в Интернет ежемесячно публикуются растровые изображения LAI (пространственное разрешение 250 м) на весь мир. Эти данные в сочетании с методами классификации мультиспектральных изображений могут значительно повысить достоверность при обработке изображений в экспертных системах, учитывающих множество различной информации.
Появление глобальной компьютерной сети Интернет и разработка передовых информационных технологий открыли новый этап развития космического экологического мониторинга. Особенностью нового этапа является широкое использование телекоммуникационной инфраструктуры, а также гипертекстовых и интерактивных информационных технологий, которые чрезвычайно перспективны в дистанционном мониторинге состояния окружающей среды. Актуальной является также проблема интегрирования национальных информационных ресурсов по окружающей среде, создание региональных баз данных и расширение электронных коллекций по результатам космического экологического мониторинга.
Развитие технологий наблюдения из космоса, создание инфраструктур спутникового экологического мониторинга регионов России наряду с разработкой экологической системы контроля в реальном масштабе времени призваны сыграть ключевую роль в обеспечении безопасности окружающей среды и устойчивого развития экономики России.
В связи с этим создаются Центры космического мониторинга (ЦКМ), которые осуществляют оперативный контроль состояния окружающей среды и природных ресурсов (например, Институт солнечно-земной физики СО РАН, г. Иркутск), создают многоуровневые информационные системы пространственно-временного мониторинга состояния окружающей среды, включающие технические и программные средства сбора, обработки, анализа и хранения спутниковой информации.

### Наземные
Наземные методы экологического мониторинга.

## Физико-химические методы
-Качественные методы. Позволяют определить, какое вещество находится в испытуемой пробе. Например на основе хроматографии. 

-Количественные методы.

-Гравиметрический метод. Суть метода состоит в определении массы и процентного содержания какого-либо элемента, иона или химического соединения, находящегося в испытуемой пробе.

-Титриметрический (объемный) метод. В этом виде анализа взвешивание заменяется измерением объёмов, как определяемого вещества, так и реагента, используемого при данном определении. Методы титриметрического анализа разделяют на 4 группы: а) методы кислотно-основного титрования; б) методы осаждения; в) методы окисления-восстановления; г) методы комплексообразования.

-Колориметрические методы. Колориметрия — один из наиболее простых методов абсорбционного анализа. Он основан на изменении оттенков цвета исследуемого раствора в зависимости от концентрации. Колориметрические методы можно разделить на визуальную колориметрию и фотоколориметрию.

-Экспресс-методы. К экспресс методам относятся инструментальные методы, позволяющие определить загрязнения за короткий период времени. Эти методы широко применяются для определения радиационного фона, в системе мониторинга воздушной и водной среды.

-Потенциометрические методы основаны на изменении потенциала электрода в зависимости от физико-химических процессов, протекающих в растворе. Их разделяют на: а) прямую потенциометрию (ионометрию); б) потенциометрическое титрование.

## Методы биологического мониторинга
1. Биоиндикация — метод, который позволяет судить о состоянии окружающей среды по факту встречи, отсутствия, особенностям развития организмов-биоиндикаторов[4]. Биоиндикаторы — организмы, присутствие, количество или особенности развития которых служат показателями естественных процессов, условий или антропогенных изменений среды обитания. Условия, определяемые с помощью биоиндикаторов, называются объектами биоиндикации.
2. Биотестирование — метод, позволяющий в лабораторных условиях оценить качество объектов окружающей среды с помощью живых организмов.
3. Оценка компонентов биоразнообразия — является совокупностью методов сравнительного анализа компонентов биоразнообразия[5].

## Методы статистической и математической обработки данных
Для обработки данных экомониторинга  используются методы распознавания образов,  методы вычислительной и математической биологии (в том числе и математическое моделирование), а также широкий спектр информационных технологий.
Для управления территориями с учётом экологических факторов необходимо формирование экологической оценки местности. Проблема в том, что состояние территории отслеживается десятками сетей наблюдений разных ведомств и описывается множеством разнородных показателей, в самых разнообразных ведомственных географических типологиях. Это позволяет определить показатели ведомственных сетей наблюдений, имеющих значимые веса на заданном уровне достоверности, информативные по данному фактору, а также получить комплексные оценки, отображающие совокупную реакцию индикаторов и обобщенные факторы воздействий.

## Географические информационные системы
ГИС является отражением общей тенденции привязки экологических данных к пространственным объектам. Как считают некоторые специалисты, дальнейшая интеграция ГИС и экологического мониторинга приведёт к созданию мощных ЭИС (экологических информационных систем) с плотной пространственной привязкой.